# Maud Golsteyn
Maud Golsteyn es una deportista neerlandesa que compitió en triatlón. Ganó tres medallas en el Campeonato Europeo de Triatlón Campo a Través entre los años 2010 y 2013.

## Palmarés internacional
| Campeonato Europeo | Campeonato Europeo     | Campeonato Europeo | Campeonato Europeo |
| Año                | Lugar                  | Medalla            | Prueba             |
| ------------------ | ---------------------- | ------------------ | ------------------ |
| 2010               | Myjava (Eslovaquia)    | Medalla de plata   | Individual         |
| 2012               | La Haya (Países Bajos) | Medalla de bronce  | Individual         |
| 2013               | Strobl (Austria)       | Medalla de plata   | Individual         |